# Oliver Schmitz
Oliver Schmitz (1960) es un director de cine y guionista sudafricano.

## Carrera
Su película Mapantsula se proyectó en la sección Un certain regard en el Festival de Cine de Cannes de 1988. El filme Life, Above All de 2010 también se proyectó en la sección Un certain regard en el Festival de Cine de Cannes 2010 y fue seleccionada como la entrada sudafricana a la «Mejor Película en Lengua Extranjera» en la octogésima tercera edición de los Premios Óscar.

## Filmografía selecta
- Mapantsula (1988)
- Hijack Stories (2000)
- Paris, je t'aime (2006)
- Life, Above All (2010)
- Shepherds and Butchers (2016)